# Corrientes Revolucionarias Venezolanas
Corrientes Revolucionarias Venezolanas es el nombre de un partido político venezolano que forma parte del Gran Polo Patriótico, conformados por fuerzas políticas y sociales que apoyan a la Revolución Bolivariana impulsada por el presidente Hugo Chávez Frías. En la actualidad no está habilitado para participar en elecciones.

## Definición política
En sus estatutos se define como un movimiento político con un programa basado en la tesis del poder popular protagónico y participativo, nacionalista, anti-feudalista, anti–imperialista y de izquierda revolucionaria, con una firme línea de masa y una orientación tácticamente independiente. Se rige internamente por el principio de la democracia directa y adopta por tanto, para su funcionamiento, el régimen Asambleario participativo y protagónico.

## Inicios
Sus inicios se remontan a los años 1975 – 1981 en las distintas luchas estudiantiles, especialmente en distintos liceos de Caracas, posteriormente se expande a la geografía nacional a través de las federaciones de centros universitarios, mantiene un papel crítico ante, durante y después del Caracazo, rebelión popular del 27 de febrero de 1989, como consecuencia del programa de ajustes macroeconómicos promovido por el Fondo Monetario Internacional (FMI), al que se le llamó. "Paquete Económico". Algunos de sus cuadros que provenían del Comité de Lucha Popular (CLP), Partido de la Revolución Venezolana (PRV- FAL y PRV-RUPTURA) se incorporan y participan en las rebeliones del Golpe de Estado de febrero de 1992 en Venezuela y del Golpe de Estado de noviembre de 1992 en Venezuela.
En ese mismo año sus integrantes participan en las Asambleas de los Barrios, que se originaron en distintos ámbitos de la geografía nacional, denunciando la precaria situación económica, los diversos y terribles casos de corrupción y la inestabilidad política del sistema existente. En enero de 1993 se constituye como una organización social; con la finalidad de idear espacios para la articulación, discusión y ejecución de iniciativas populares revolucionarias, que permitiera acompañar el impulso del llamado al Proceso Popular Constituyente.

## Surgimiento como partido político
En el año 2000 se realiza el primer ensayo de inscripción electoral, durante los años 2003 y 2004 se logra cristalizar la misma en algunas regiones, convirtiéndose, a finales del 2004, en partido regional.
En 2005 logra reunir la cantidad de estados requeridos para alcanzar la reconversión a partido Nacional. Ese mismo año participa en las elecciones para el parlamento, siendo el Secretario General Nacional Ramsés Augusto Reyes Colmenares, electo como diputado a la Asamblea Nacional por el estado Bolívar;
en el proceso antes señalado obtuvo la autorización del Movimiento Quinta República como primer partido postulante, consolidándose en algunas regiones donde logró contribuir en el triunfo del Bloque de Cambio.
En las elecciones presidenciales del 3 de diciembre de 2006 participa apoyando la candidatura de Hugo Chávez Frías.
En la actualidad forma parte de la Unidad del poder popular, órgano de discusión y profundización del proceso revolucionario, instancia integrada por treinta y nueve organizaciones Sociales, de igual manera participa junto a otras organizaciones políticas nacionales en la conformación del Gran Polo Patriótico tales como: Movimiento Electoral del Pueblo, Movimiento Revolucionario Tupamáro, Partido Comunista de Venezuela, JOVEN, Partido Socialista Unido de Venezuela, entre otras.